# Eparchia rybińska
Eparchia rybińska – jedna z eparchii Rosyjskiego Kościoła Prawosławnego z siedzibą w Rybińsku.

## Historia
Administratura została erygowana decyzją Świętego Synodu Rosyjskiego Kościoła Prawosławnego z 15 marca 2012 r., poprzez wydzielenie z eparchii jarosławskiej. Razem z tą eparchią wchodzi w skład metropolii jarosławskiej. Pierwszym ordynariuszem eparchii został dotychczasowy biskup pomocniczy eparchii jarosławskiej, biskup rybiński Beniamin (Lichomanow), który nadal sprawuje swój urząd. W 2015 r. z terytorium eparchii rybińskiej (oraz z terytorium eparchii jarosławskiej) wydzielono eparchię peresławską.

## Dekanaty
W 2016 r. w skład eparchii wchodziło 8 dekanatów:
- brejtowski
- daniłowski
- lubimski
- niekouski
- poszechoński
- preczystieński
- romanowsko-borysoglebski
- rybiński

W wymienionym roku eparchia liczyła 85 parafii, obsługiwanych przez 115 księży.

## Monastery
W 2016 r. na terenie eparchii działało pięć monasterów:
- monaster Przemienienia Pańskiego w Słobodzie – męski
- monaster Zaśnięcia Matki Bożej w Adrianowej Słobodzie – męski
- monaster Kazańskiej Ikony Matki Bożej w Goruszce – żeński
- monaster Opieki Matki Bożej w Bykowie – żeński
- monaster św. Sofii Mądrości Bożej w Rybińsku – żeński